# The Blues Collection Vol.29 - Wang Dang Doodle
The Blues Collection Vol.29 - Wang Dang Doodle è un CD raccolta di Koko Taylor, pubblicato dalla Orbis Records nel 1994. 

## Tracce
1. What Kind of Man Is This? – 3:03 (Koko Taylor) – Registrato il 30 giugno 1964 a Chicago (Illinois)
2. Don't Mess with the Messer – 2:44 (Willie Dixon) – Registrato il 20 gennaio 1965 a Chicago (Illinois)
3. I Got What It Takes – 3:04 (Willie Dixon) – Registrato il 30 giugno 1964 a Chicago (Illinois)
4. Whatever I Am, You Made Me – 2:25 (Willie Dixon) – Registrato il 20 gennaio 1965 a Chicago (Illinois)
5. I'm a Little Mixed Up – 2:39 (Betty James, Edward Johnson) – Registrato il 20 giugno 1965 a Chicago (Illinois)
6. Wang Dang Doodle – 3:00 (Willie Dixon) – Registrato il 7 dicembre 1965 a Chicago (Illinois)
7. Blues Heaven – 2:21 (Willie Dixon, Dick La Palm) – Registrato il 7 dicembre 1965 a Chicago (Illinois)
8. (I Got) All You Need – 2:14 (Willie Dixon) – Registrato il 7 dicembre 1965 a Chicago (Illinois)
9. Good Advice – 2:28 (J.B. Lenoir) – Registrato il 29 giugno 1966 a Chicago (Illinois)
10. Egg or the Hen – 2:28 (Willie Dixon) – Registrato nel dicembre 1966 a Chicago (Illinois)
11. Just Love Me – 2:42 (Willie Dixon) – Registrato nel dicembre 1966 a Chicago (Illinois)
12. Insane Asylum – 4:20 (Willie Dixon) – Registrato nell'agosto del 1967 a Chicago (Illinois)
13. Separate or Integrate – 3:07 (Willie Dixon) – Registrato circa nell'ottobre 1968 a Chicago (Illinois)
14. I Don't Care Who Knows – 2:11 – Registrato circa nell'ottobre 1968 a Chicago (Illinois)
15. Yes, It's Good for You – 2:41 (Willie Dixon) – Registrato circa nell'ottobre 1968 a Chicago (Illinois)
16. Twenty-Nine Ways – 3:12 (Willie Dixon) – Registrato il 23 aprile 1969 a Chicago (Illinois)
17. Nitty Gritty – 2:42 (Koko Taylor) – Registrato il 23 aprile 1969 a Chicago (Illinois)
18. I Love a Lover Like You – 2:45 (Choice, Glover, Meriwether) – Registrato il 23 aprile 1969 a Chicago (Illinois)

## Musicisti
What Kind of Man Is This? e I Got What It Takes
- Koko Taylor - voce
- Walter Horton - armonica
- Lafayette Leake - pianoforte
- Buddy Guy - chitarra
- Robert Nighthawk - chitarra
- Jack Meyers - basso
- Clifton James - batteria

Don't Mess with the Messer e Whatever I Am, You Made Me
- Koko Taylor - voce
- Matt Murphy - chitarra
- Buddy Guy - chitarra
- Willie Dixon - basso
- Clifton James - batteria
- Gruppo vocale - accompagnamento vocale

I'm a Little Mixed Up
- Koko Taylor - voce
- Matt Murphy - chitarra
- Buddy Guy - chitarra
- Gene Barge - sassofono tenore
- Willie Dixon - basso
- Clifton James - batteria
- Gruppo vocale - accompagnamento vocale

Wang Dang Doodle e Good Advice
- Koko Taylor - voce
- Buddy Guy - chitarra
- Johnny Twist Williams - chitarra
- Gene Barge - sassofono
- Donald Hankins - sassofono
- Lafayette Leake - pianoforte
- Jack Meyers - basso
- Fred Below - batteria
- Willie Dixon - accompagnamento vocale

Blues Heaven e (I Got) All You Need
- Koko Taylor - voce
- Buddy Guy - chitarra
- Johnny Twist Williams - chitarra
- Gene Barge - sassofono
- Donald Hankins - sassofono
- Jack Meyers - basso
- Fred Below - batteria

Egg or the Hen
- Koko Taylor - voce
- Gene Barge - sassofono tenore, sassofono baritono
- Lafayette Leake - pianoforte
- Rufus Crume - chitarra
- Johnny Williams - chitarra
- Dillard Crume - basso
- Al Duncan - batteria
- Willie Dixon - accompagnamento vocale

Just Love Me
- Koko Taylor - voce
- Gene Barge - sassofono tenore, sassofono baritono
- Lafayette Leake - pianoforte
- Rufus Crume - chitarra
- Johnny Williams - chitarra
- Dillard Crume - basso
- Al Duncan - batteria
- Gruppo vocale - accompagnamento vocale

Insane Asylum
- Koko Taylor - voce
- Gene Barge - sassofono tenore
- Lafayette Leake - organo, pianoforte
- Buddy Guy - chitarra
- Johnny Williams - chitarra
- sconosciuto - basso
- sconosciuto - percussioni
- Willie Dixon - accompagnamento vocale

Separate or Integrate, I Don't Care Who Knows e Yes, It's Good for You
- Koko Taylor - voce
- resto del personale sconosciuto

Twenty-Nine Ways e Nitty Gritty
- Koko Taylor - voce
- Walter Horton - armonica
- Lafayette Leake (o) Sunnyland Slim (Albert Luandrew) - pianoforte
- Matt Murphy (o) Johnny Shines - chitarra
- Willie Dixon - basso
- Clifton James - batteria

I Love a Lover Like You
- Koko Taylor - voce
- Buddy Guy - chitarra
- Johnny Shines (o) Matt Murphy - chitarra
- Walter Horton - armonica
- Lafayette Leake (o) Sunnyland Slim (Albert Luandrew) - pianoforte
- Jack Meyers (o) Willie Dixon - basso
- Fred Below (o) Clifton James - batteria